# Marco Modugno
Marco Modugno (* 1958 in Rom) ist ein italienischer Filmschaffender.
Modugno kam als Sohn des Schauspielers und Sängers Domenico früh mit der Filmbranche in Kontakt. Ein Super-8-Film unter seiner Regie, Bambulé aus dem Jahr 1979, fand Beachtung bei Kritikern und Zuschauern von Cinéclubs. Er versuchte sich als Schauspieler, Drehbuchautor und schließlich 1992 als Regisseur eines Kinofilmes. Briganti fand jedoch keinen Verleih.

## Filmografie (Auswahl)

### Regisseur
- 1979: Bambulé (auch Musik und Darsteller)
- 1992: Briganti – Amore e libertè